# Mi'kmaq

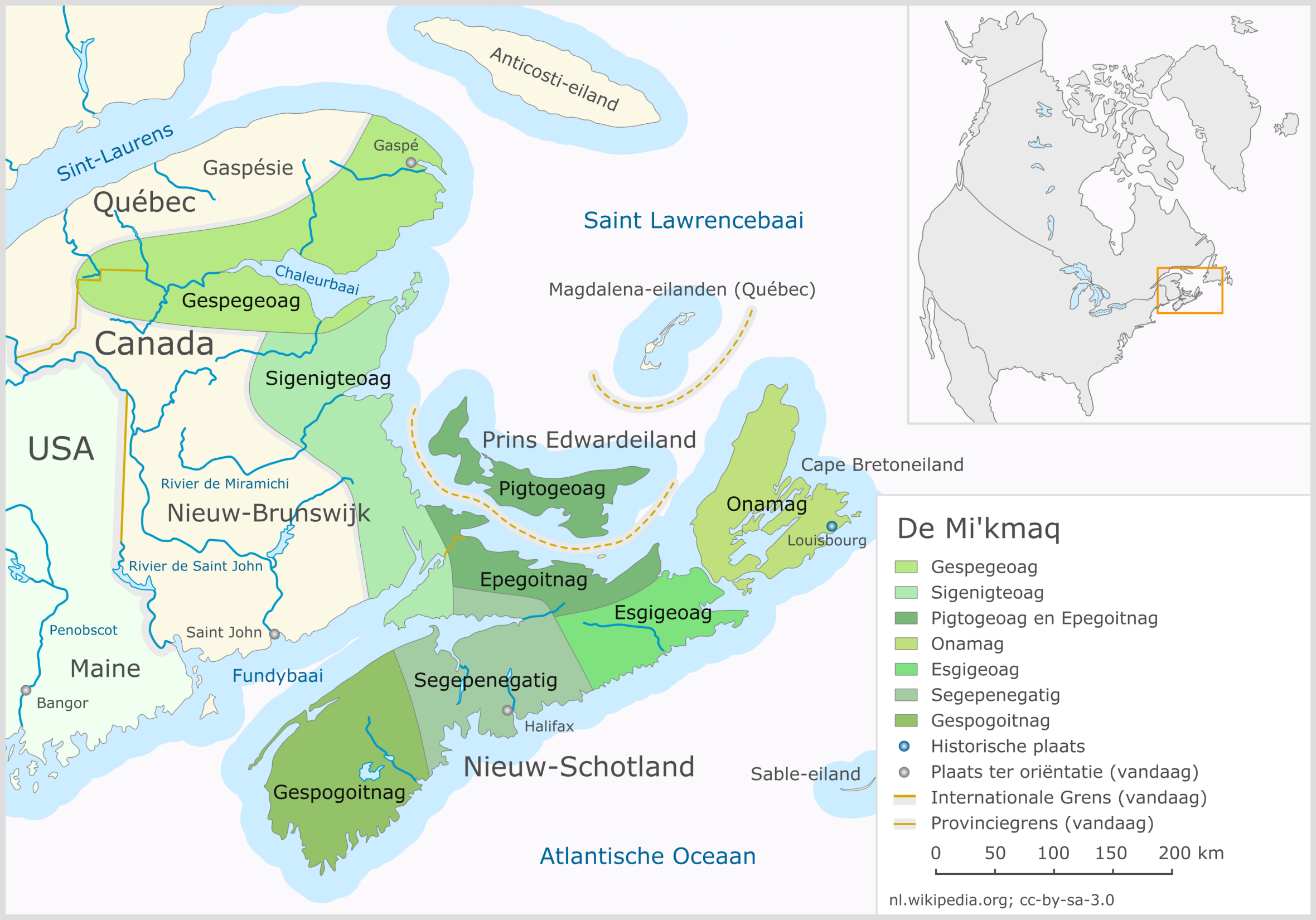

Vlag

De Mi'kmaq (ook gespeld als Mi'gmaq, Mi'kmaw, Mi'gmaw of Micmac) zijn een inheems volk (First Nation) in het oosten van Noord-Amerika. Hun woongebied strekt zich uit over Atlantisch Canada, de Quebecse regio Gaspésie en de Amerikaanse staat Maine. Ze zijn nauw verwant aan de Wabenaki (volk van het oosten) in Maine.

## Etymologie
Volgens de Mi'kmaw Resource Guide betekent Mi'kmaq 'de familie'. De Anishinaabe (Ojibweg) refereren aan de Mi'kmaq als miijimaa(g) (de broeders, bondgenoten). Charles Aubert de La Chesnay zou de eerste Europeaan zijn, die de stam Micmac noemde, in zijn memoires (1676). Professor Ganong suggereerde dat Micmac van het Mi'kmaq woord megamingo (aarde) kwam. Ze zouden 'het Rode Aarde Volk' of 'Volk van de Rode Aarde' kunnen zijn, naar Megumaagee, zoals ze hun land omschreven. Ze noemden zichzelf Megumawaach en megwaak is 'rood' en magumegek is 'op de aarde'. Volgens Stansbury Hagar in Micmac Magic and Medicine komt megumawaach van megumoowesoo, verwijzend naar magie.

## Demografie
Ze zijn met zo'n 40.000 waarvan 11.000 het Mi'kmaq spreken. Daarnaast gebruiken ze ook het Engels en Frans.
| Jaar | Bevolking | Bron      |
| ---- | --------- | --------- |
| 1500 | 4.500     | Schatting |
| 1600 | 3.000     | Schatting |
| 1700 | 2.000     | Schatting |
| 1750 | 3.000     | Schatting |
| 1800 | 3.100     | Schatting |
| 1900 | 4.000     | Census    |
| 1940 | 5.000     | Census    |
| 1960 | 6.000     | Census    |
| 1972 | 10.000    | Census    |
| 1998 | 15.000    | SIL       |
| 2006 | 20.000    | Census    |

## Hiërogliefen
In het verleden gebruikten de Mi'kmaq een vorm van hiërogliefen voor het neerschrijven van bepaalde woorden in hun taal. Dit schrift, in het Mi'kmaq gomgwejui'gaqan genoemd, is afgeleid uit een pictografische en petrogliefische traditie.

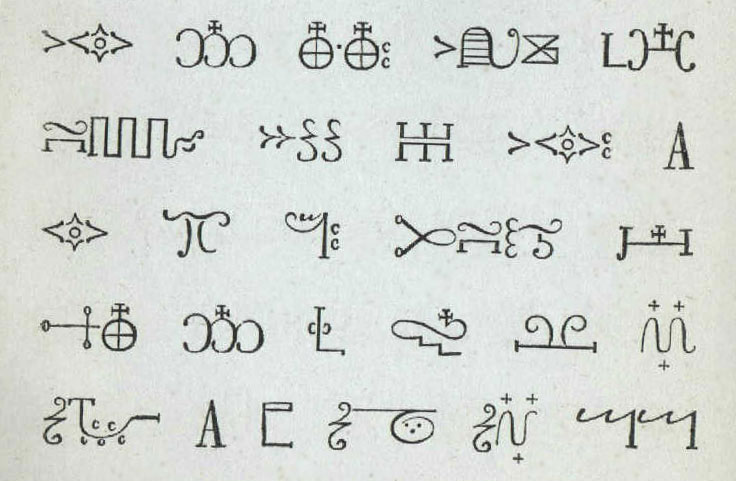
Het Heilige Maria Rozenkrans-gebed in Mi'kmaq-hiërogliefen door Christian Kauder (1866)

Eind jaren 1670 zag de Franse jezuïtische missionaris Chrétien Le Clercq, die werkzaam was in de Gaspésie, hoe Mi'kmaq-kinderen hiërogliefen met houtskool op berkenbast schreven. Leclercq adapteerde deze hiërogliefische tekens tot een logografisch systeem om katholieke gebeden en hymnen aan de Mi'kmaq in hun eigen taal te onderwijzen. Het was de Franse missionaris Pierre Maillard die in de winter van 1736–37 de zogenaamde hiërogliefen perfectioneerde tot een systeem om Mi'kmaq-woorden te transcriberen. De in Oost-Canada actieve missionaris Christian Kauder publiceerde in zijn Duitse christelijke catechismus (1866) voorbeelden van teksten in dat door Maillard uitgewerkt systeem, waaronder de Rozenkrans van de Heilige Maria en het Onzevader. Vanaf begin 20e eeuw is het schrift in onbruik geraakt en vervingen de Mi'kmaq het met het in Canada gangbare Latijns schrift.
Er heerst discussie over de classificatie van de hiërogliefen zoals die bestonden vóór de aanpassing door Le Clercq. De antropologen Ives Godard en William Fitzhugh, verbonden aan de Smithsonian Institution, concludeerden in 1978 reeds dat de tekens eigenlijk een mnemotechnische aard hadden en dus louter ezelsbruggetjes waren in plaats van een echt schriftsysteem. De auteurs David L. Schmidt en Murdena Marshall betwistten deze visie echter en publiceerden in 1995 een boek waarin ze te kennen gaven dat het volgens hen wel degelijk een schrijfsysteem betrof. Ze veronderstellen dat het het oudste schrijfsysteem is van een inheemse taal in Noord-Amerika ten noorden van Mexico.
Wegens het ontbreken van archeologische bewijzen is de ouderdom van de oorspronkelijke tekens onbekend, evenals de eventuele connectie met de uit de pre-Europese tijd stammende petrogliefen.